# سرخرگ‌های مثانه‌ای
سرخرگ‌های مثانه‌ای (انگلیسی: Vesical arteries) شمار متغیری از سرخرگ‌ها در ناحیه مثانه هستند که خون مثانه و میزنای را تامین می‌کنند. مهم‌ترین و برجسته‌ترین سرخرگ‌های مثانه‌ای شامل سرخرگ مثانه‌ای زبرین و سرخرگ مثانه‌ای زیرین هستند. سرخرگ مثانه‌ای زبرین از سرخرگ تهیگاهی درونی (ایلیاک داخلی) و گاهی سرخرگ نافی خارج می‌شود. سرخرگ مثانه‌ای زیرین از سرخرگ تهیگاهی درونی خارج می‌شود و تنها در مردان وجود دارد.